# Julius Wagner (Maler)
Julius Wagner (* 7. Januar 1818 in Schleswig; † 1879 in Antwerpen) war ein deutscher Genremaler.

## Leben
Der Sohn eines Schneiders absolvierte in Schleswig eine vierjährige Malerlehre. Als Dekorationsmaler war er an der Ausgestaltung der Repräsentationsräume des neuen Schlosses in Braunschweig und des Empfangszimmers des Schlosses in Stettin beteiligt. Hier trat er in die Dienste des Baurat Scabell, der ihn 1845 mit nach Berlin nahm und ihm die Möglichkeit bot, zwei Tage in der Woche die Kunstakademie zu besuchen.
Mit Beginn der Schleswig-Holsteinischen Erhebung schloss er sich am 17. April 1848 dem Freikorps des Major Ludwig von der Tann-Rathsamhausen an und war wenige Tage später Zeuge der Folgen des Seegefechts von Eckernförde. Seine hier entstandenen Zeichnungen wurden von der Leipziger Illustrirte Zeitung veröffentlicht. Nach Auflösung des Freikorps diente Wagner bis 1851 im 6. Jägercorps.
Die Mitarbeit an der künstlerischen Ausgestaltung des Logenhauses in Magdeburg gab ihm die Mittel an die Hand, sein Studium zunächst in Berlin fortzusetzen. 1852 folgte er dem Ruf der Kunstakademie in Antwerpen und studierte unter Nicaise de Keyser. Er schloss sich hier seinen Landsleuten Hans Nicolai Sunde aus Husum und Moritz Delfs aus Segeberg an und blieb nach seiner Verheiratung für den Rest seines Lebens in Antwerpen ansässig.

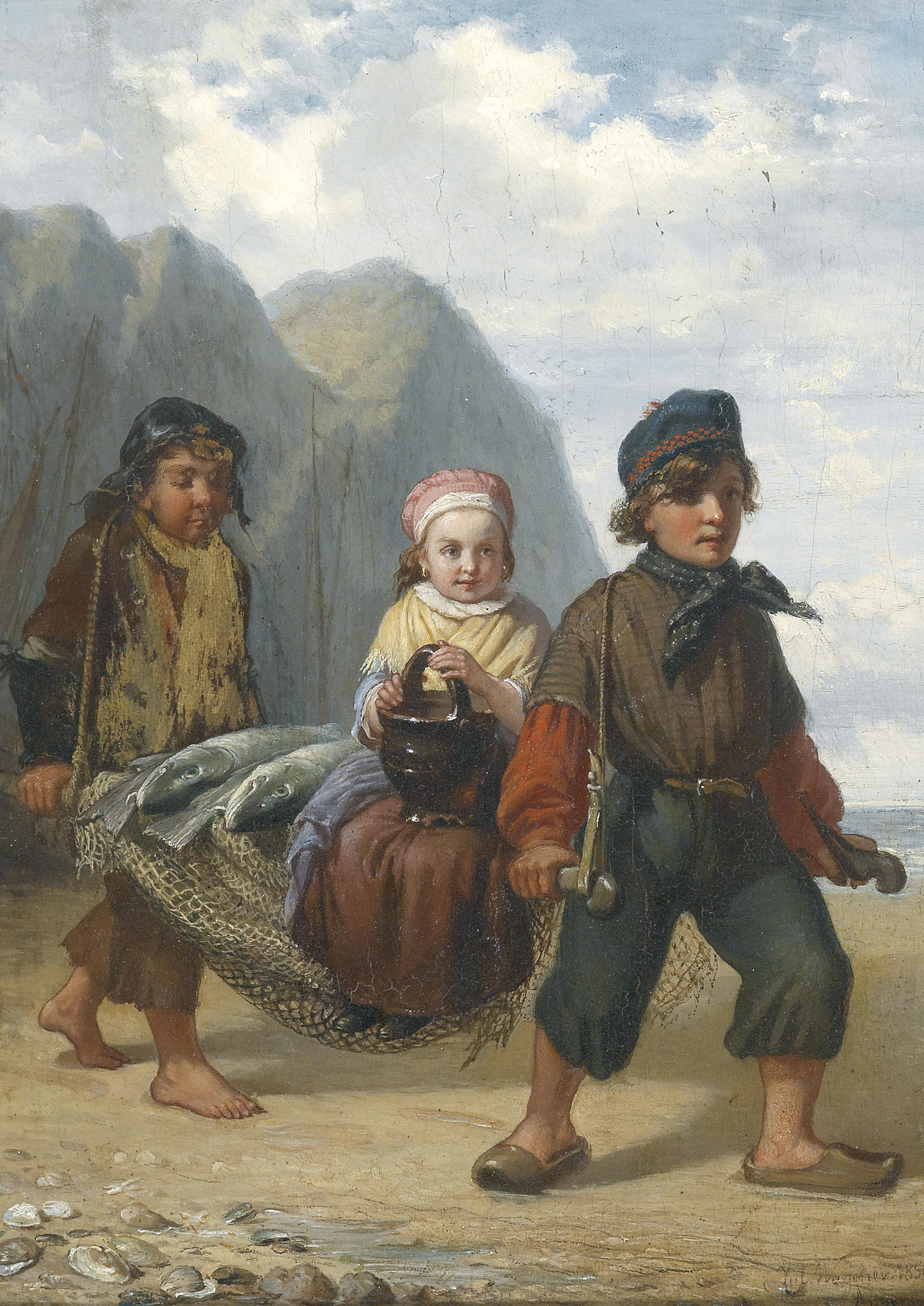
Fischerkinder auf dem Heimweg, 1856

Wagner hielt sich in Antwerpen zunächst als Genremaler über Wasser und verlegte sich auf kleinformatige und anspruchslose Genremotive, mit denen er die Berliner Akademieausstellungen und die Kunstvereine in Magdeburg, Hamburg, Breslau, Rostock und Kiel belieferte, und die über Kunsthändler bis nach Amerika verkauft wurden. 1857 beteiligte er sich mit dem gefälligen Genrebild „Der kleine Fischer und sein Brüderchen“ an der Eröffnungsausstellung der Kunsthalle zu Kiel. Um sich von der Abhängigkeit des Kunsthandels zu befreien, reiste er 1869 in seine Heimat und bat den Vorsitzenden des Schleswig-Holsteinischen Kunstvereins, Landgerichtsnotar Bernd Feddersen, das großformatige Gemälde Hessischer Hochzeitsbitter für die Kieler Kunsthalle zu erwerben. Dieser Ankauf beflügelte Wagner zu späten internationalen Erfolgen auf Ausstellungen in Belgien, im Crystal Palace in London und auf der Weltausstellung 1873 in Wien.